# 王定宇
王 定宇（おう ていう、ワン ディンユー、1969年〈民国58年〉3月5日 - ）は、中華民国（台湾）の政治家。民主進歩党所属の立法委員。

## 経歴
2002年の台南市議員選挙で初当選した。
2016年の第9回立法委員選挙で台南市第五選挙区から出馬し、全国最多得票数の153,553票を獲得して初当選した。
2020年の第10回立法委員選挙では選挙区再編により台南市第六選挙区から出馬し、10万票以上の得票数で再選された。
2024年の第11回立法委員選挙では、国民党候補を破り、再選に成功した。

## 選挙記録
| 年度 | 選挙                 | 選挙区           | 所属政党   | 得票数  | 得票率 | 当選           | 注釈 |
| ---- | -------------------- | ---------------- | ---------- | ------- | ------ | -------------- | ---- |
| 1998 | 第14回台南市議員選挙 | 第一選挙区       | 民主進歩党 | 3,176   | 4.94%  |                |      |
| 2002 | 第15回台南市議員選挙 | 第一選挙区       | 民主進歩党 | 5,657   | 9.86%  |                |      |
| 2005 | 第16回台南市議員選挙 | 第一選挙区       | 民主進歩党 | 12,661  | 16.24% |                |      |
| 2010 | 第1回台南市議員選挙  | 第十四選挙区     | 民主進歩党 | 15,640  | 16.70% |                |      |
| 2016 | 第9回立法委員選挙    | 台南市第五選挙区 | 民主進歩党 | 153,553 | 72.05% | 全国最高得票数 |      |
| 2020 | 第10回立法委員選挙   | 台南市第六選挙区 | 民主進歩党 | 116,174 | 58.85% | 選挙区再編     |      |
| 2024 | 第11回立法委員選挙   | 台南市第六選挙区 | 民主進歩党 | 89,235  | 46.91% |                |      |